# Heribert Jone
Heribert Jone OFMCap (* 30. Januar 1885 als Joseph Jone in Schelklingen, Württemberg; † 25. Dezember 1967 in Stühlingen, Baden) war ein römisch-katholischer Ordensgeistlicher (Kapuziner), Moraltheologe und Kirchenrechtler.

## Leben
Joseph Jone war der Sohn eines Stadtkämmerers und kleinen Landwirts (Söldeninhaber). Er trat 1904 in den Kapuzinerorden ein und erhielt den Ordensnamen Heribertus von Schelklingen. Im Orden absolvierte er sein Philosophie- und Theologiestudium und empfing 1910 in Köln die Priesterweihe. Ein Jahr später begann er ein Studium des Kirchenrechts an der Päpstlichen Universität Gregoriana in Rom, unterbrach dieses aber, um von 1913 bis 1919 auf den Karolinen als Missionar zu wirken. Nach seiner Rückkehr setzte er sein Studium fort und promovierte 1922 zum Doktor des kanonischen Rechts (Dr. iur. can.). Von 1924 bis 1948 unterrichtete er Moral und Kirchenrecht an der Ordenshochschule der Kapuziner in Münster. Ab 1925 war er außerdem als Synodalrichter am Ehegericht des Bistums Münster tätig.

## Wirken
Seine beiden Hauptwerke waren ein Kommentar zum Codex Iuris Canonici (CIC) von 1917 und sein Handbuch über die Katholische Moraltheologie. Mit dem Handbuch lag erstmals eine deutsche Übersetzung des CIC von 1917 zur Moraltheologie vor. Das Handbuch erhielt vom Vatikan die Approbatio Ordinis (29. Sept. 1937) und das Imprimatur durch den Generalvikar in Paderborn (26. Oktober 1937). Es fanden weite Verbreitung und wurde oft nur noch als „der Jone“ bezeichnet. Bis zum II. Vatikanischen Konzil (vereinzelt auch noch danach) war dieses moraltheologisches Handbuch ein Standardwerk für die Aus- und Weiterbildung von Klerikern und Theologen und der Unterrichtung der Laien.
Zitate zur Sexualmoral:
- Drittes Kapitel: „… Geschlechtliche Regungen, I. Definitio. (Lateinischer Text), II. Sündhaftigkeit. I. Eine direkt gewollte geschlechtliche Regung ist immer schwer sündhaft, mag sie auch noch so kurz und unbedeutend sein. …“
- Ziff. 235: „… Wer längere Zeit ohne Grund sich berührt, der bekommt gewöhnlich geschlechtliche Erregungen, weshalb auch solche Handlungen leicht Todsünden werden können. …“ (siehe Masturbation) „Bei anderen sind Berührungen schwere Sünden, wenn ohne Grund unehrbare Teile berührt werden …“
- Ziff. 236: „… Küsse, die mit Heftigkeit oder längere Zeit oder wiederholt geschehen, sind leicht eine Todsünde. … Küsse an unehrbaren oder weniger ehrbaren Teilen sind Todsünde. Ebenso sind Zungenküsse gewöhnlich eine Todsünde. …“ (z. B. Fellatio und Cunnilingus)
- Ziff. 237: „… Bei Personen des anderen Geschlechts unehrbare Teile anschauen, ist Todsünde, ausgenommen wenn es fast unversehens und flüchtig oder kurz und von weitem geschieht, …“
- Ziff. 240: „Erlaubt ist den Brautleuten an sich nicht mehr, als auch den übrigen Ledigen erlaubt ist. Nach den örtlichen Gewohnhaiten aber dürfen Brautleute sich gegenseitig in ehrbarer anfassen, umarmen, küssen, um so ihr gegenseitiges Wohlwollen und ihre gegenseitige Liebe zu bezeigen. In geschlechtliche Gefühle … dürfen sie selbstverständlich nicht einwilligen.“

Zitate zur Ehe:
- Achtes Kapitel: … „Der Eheabschluß aber hat folgende allgemeine Wirkungen: … Ziff. 748 -4. der Mann erhält die hausherrliche und väterliche Gewalt. 5. die Frau nimmt teil am Stande ihres Mannes, …(can. 1112). Sie ist verpflichtet, dem Manne zu gehorchen, hat aber das Recht auf Schutz und standesgemäßen Unterhalt.“
- Ziff. 754: „Zur Leistung der ehelichen Pflicht ist man an sich unter schwerer Sünde gehalten, wenn der andere Teil ernstlich darum bittet …“
- In Ziff 751. merkt er an: „… Besonders die Frauen sollen sich hüten, nur ärgerlich die eheliche Pflicht zu erfüllen.“

## Rezeption
In Graham Greenes Roman Monsignore Quijote (1982) wird „der Jone“ als „Inbegriff moralischer Autorität“ angesprochen.
Jone hat mit seinem Handbuch Katholische Moraltheologie „… unter besondrer Berücksichtigung des Codex Iuris Canonici …“ die Vermittlung der dualistischen Geringachtung des Leibes früherer Jahrhunderte tradiert. Er hat mit diesem „Moralbuch“ für Seelsorger, Theologen und akademisch gebildete Laien die rigide und leibfeindliche Sexualmoral der römisch-katholischen Amtskirche dargestellt und nachhaltig vermittelt. Die Sexualerziehung von Priesteramtskandidaten, in „streng katholischen Familien“ sowie die eheliche Liebe unterlag dadurch der Einstufung des Leibes in ehrbare und unehrbare Körperteile und den in Sündenkategorien eingestuften menschlichen Handlungen und Bedürfnissen. Dadurch entstanden teils erhebliche Schwierigkeiten in Partnerschaften.

## Werke
- Katholische Moraltheologie, unter besonderer Berücksichtigung des Codex Iuris Canonici sowie des deutschen, österreichischen und schweizerischen Rechtes. Schöningh, Paderborn 1930 (Erstauflage 1930, erschien bis 1961 in 18 Auflagen; Übersetzungen ins Französische, Niederländische, Italienische, Englische, Portugiesische, Arabische).
- Katholische Moraltheologie auf das Leben angewandt, unter kurzer Andeutung ihrer Grundlagen und unter Berücksichtigung des CIC sowie des deutschen, österreichischen und schweizerischen Rechtes. Schöningh, Paderborn 1961 (letzter Nachdruck der 18. Auflage 1964).
- Gesetzbuch des kanonischen Rechtes. Erklärung der Kanones. 3 Bde. Schöningh, Paderborn 1939–1940 (Bd. 1, Normenrecht und Personenrecht: 1939; Bd. 2, Sachenrecht: 1940; Bd. 3, Prozess- und Strafrecht: 1940).
- Commentarium in Codicem Iuris Canonici. 3 Bde. Schöningh, Paderborn 1950–1955 (Bd. 1: 1950; Bd. 2: 1954; Bd. 3: 1955).

## Fotos
Zwei Fotoporträts von Heribert Jone finden sich in Stiphout (2016), S. 712 („jünger“) und 716 („das letzte“); das Foto von S. 712 stammt aus dem Archiv der Deutschen Kapuziner, Altötting; dasjenige von S. 716 war bereits abgedruckt in Lederer (1988), S. 3.